# Llista d'objectes del sistema solar en equilibri hidroestàtic
El 2006, la Unió Astronòmica Internacional (UAI) definí «planeta» com un cos en òrbita al voltant del Sol que és prou gran per assolir l'equilibri hidroestàtic i haver aclarit d'altres cossos la seva òrbita. Un objecte en equilibri hidroestàtic és aquell que és prou gran perquè la seva gravetat hagi superat la seva rigidesa interna, i per tant, s'hagi relaxat fins a aconseguir una forma arrodonida el·lipsoïdal. El sentit d'haver aclarit d'altres cossos la seva òrbita vol dir que té prou massa perquè la seva gravitació controli les òrbites de tots els objectes propers. Segons la definició de UAI, hi ha vuit planetes en el sistema solar. Aquests objectes en òrbita al voltant del Sol que han aconseguit l'equilibri hidroestàtic però que no han netejat la seva òrbita d'altres cossos s'anomenen planetes nans i la resta s'anomenen cossos menors del sistema solar. A més, el Sol mateix i una dotzena de satèl·lits naturals són prou massius per haver adquirit l'equilibri hidroestàtic. A part del Sol, aquests objectes s'inclouen en el terme objectes de massa planetària o planemo. Tots els objectes de massa planetària coneguts al Sistema Solar, així com el Sol, es troben en la següent llista, amb una mostra dels objectes més grossos la forma dels quals encara no s'ha determinat acuradament. Les característiques orbitals del Sol estan en relació al centre galàctic. Els altres objectes es troben en ordre de distància respecte del Sol.

## Sol
El Sol és una estrella de seqüència principal tipus G. Conté quasi un 99,9% de tota la massa del Sistema Solar.
|                                                  |                        | Sol                   |
| ------------------------------------------------ | ---------------------- | --------------------- |
|                                                  |                        |                       |
| Símbol astronòmic [q]                            |                        |                       |
| Distància mitjana del centre galàctic            | km anys llum           | ~2.5×1017 ~26,000     |
| Radi mitjà                                       | km :E[f]               | 696,000 109           |
| Àrea superficial                                 | km² :E[f]              | 6.0877×1012 11,990    |
| Volum                                            | km³ :E[f]              | 1.4122×1018 1,300,000 |
| Massa                                            | kg :E[f]               | 1.9891×1030 332,946   |
| Densitat                                         | g/cm³                  | 1.409                 |
| Gravetat equatorial                              | m/s²                   | 274.0                 |
| Velocitat d'escapament                           | km/s                   | 617.7                 |
| Període de rotació                               | dies[g]                | 25.38                 |
| Període orbital en referència al centre galàctic | milió d'anys           | 225–250               |
| Velocitat orbital mitjana                        | km/s                   | ~220                  |
| Inclinació axial [i]a l'eclíptica                | Graus                  | 7.25                  |
| Inclinació axial [i] al pla galàctic             | Graus                  | 67.23                 |
| Temperatura superficial mitjana                  | K                      | 5,778                 |
| Temperatura mitjana de la corona                 | K                      | 1–2×106               |
| Composició fotosfèrica                           | Composició fotosfèrica | H, He, O, C, Fe, S    |

## Planetes
| Clau                | Clau           | Clau             |
| ------------------- | -------------- | ---------------- |
| * Planeta tel·lúric | ° gegant gasós | † gegant de glaç |

Els planetes són prou grans per tenir equilibri hidroestàtic i haver aclarit la seva òrbita d'altres cossos. Hi ha quatre planetes tel·lúrics (Mercuri, Venus, Terra i Mart) ai quatre planetes gegants, que es poden dividir en dos planetes gasosos (Júpiter i Saturn) i dos gegants glaçats (Urà i Neptú). Excloent-hi el Sol, els quatre planetes gegants suposen el 99% de la massa de tots els cossos del Sistema Solar.
|                                  |                                  | *Mercuri              | *venus                 | *Terra                 | *mart                  | °Júpiter               | °Saturn                  | †Urà                      | †Neptú                    |
| -------------------------------- | -------------------------------- | --------------------- | ---------------------- | ---------------------- | ---------------------- | ---------------------- | ------------------------ | ------------------------- | ------------------------- |
|                                  |                                  |                       |                        |                        |                        |                        |                          |                           |                           |
| Símbol astronòmic [q]            | Símbol astronòmic [q]            | Mercury               | Venus                  | Earth                  | Mars                   | Jupiter                | Saturn                   | Uranus                    | Neptune                   |
| Distància mitjana del Sol        | km ua                            | 57,909,175 0.38709893 | 108,208,930 0.72333199 | 149,597,890 1.00000011 | 227,936,640 1.52366231 | 778,412,010 5.20336301 | 1,426,725,400 9.53707032 | 2,870,972,200 19.19126393 | 4,498,252,900 30.06896348 |
| Radi equatorial                  | km :E[f]                         | 2,439.64 0.3825       | 6,051.59 0.9488        | 6,378.1 1              | 3,397.00 0.53226       | 71,492.68 11.209       | 60,267.14 9.449          | 25,557.25 4.007           | 24,766.36 3.883           |
| Àrea superficial                 | km² :E[f]                        | 75,000,000 0.1471     | 460,000,000 0.9010     | 510,000,000 1          | 140,000,000 0.2745     | 64,000,000,000 125.5   | 44,000,000,000 86.27     | 8,100,000,000 15.88       | 7,700,000,000 15.10       |
| Volum                            | km³ :E[f]                        | 6.083×10 0.056        | 9.28×1011 0.87         | 1.083×1012 1           | 1.6318×1011 0.151      | 1.431×1015 1,321.3     | 8.27×1014 763.59         | 6.834×1013 63.086         | 6.254×1013 57.74          |
| Massa                            | kg :E[f]                         | 3.302×1023 0.055      | 4.8690×1024 0.815      | 5.9742×1024 1          | 6.4191×1023 0.107      | 1.8987×1027 318        | 5.6851×1026 95           | 8.6849×1025 14            | 1.0244×1026 17            |
| Densitat                         | g/cm³                            | 5.43                  | 5.24                   | 5.515                  | 3.940                  | 1.33                   | 0.70                     | 1.30                      | 1.76                      |
| Gravetatial equatorial           | m/s²                             | 3.70                  | 8.87                   | 9.81                   | 3.71                   | 23.12                  | 10.44                    | 8.69                      | 11.00                     |
| Velocitat d'escapament           | Km/s                             | 4.25                  | 10.36                  | 11.18                  | 5.02                   | 59.54                  | 35.49                    | 21.29                     | 23.71                     |
| Període de rotació[g]            | days                             | 58.646225             | −243.0187[h]           | 0.99726968             | 1.02595675             | 0.41354                | 0.44401                  | −0.71833[h]               | 0.67125                   |
| període orbital[g]               | anys                             | 0.2408467             | 0.61519726             | 1.0000174              | 1.8808476              | 11.862615              | 29.447498                | 84.016846                 | 164.79132                 |
| Velocitat orbital mitjana        | Km/s                             | 47.8725               | 35.0214                | 29.7859                | 24.1309                | 13.0697                | 9.6724                   | 6.8352                    | 5.4778                    |
| excentricitat orbital            | excentricitat orbital            | 0.20563069            | 0.00677323             | 0.01671022             | 0.09341233             | 0.04839266             | 0.05415060               | 0.04716771                | 0.00858587                |
| Inclinació [f]                   | Grau                             | 7.00                  | 3.39                   | 0                      | 1.85                   | 1.31                   | 2.48                     | 0.76                      | 1.77                      |
| Inclinació axial [i]             | Grau                             | 0.0                   | 177.3                  | 23.44                  | 25.19                  | 3.12                   | 26.73                    | 97.86                     | 29.58                     |
| Temperatura superficial mitjana  | K                                | 440–100               | 730                    | 287                    | 227                    | 152 [j]                | 134 [j]                  | 72 [j]                    | 76 [j]                    |
| Temperatura mitjana de l'aire[k] | K                                |                       |                        | 288                    |                        | 165                    | 135                      | 73                        | 76                        |
| Composició atmosfèrica           | Composició atmosfèrica           | He, Na+ P+            | CO₂, N₂                | N₂, O₂                 | CO₂, N₂ Ar             | H₂, He                 | H₂, He                   | H₂, He CH₄                | H₂, He CH₄                |
| Nombre de satèl·lits coneguts[v] | Nombre de satèl·lits coneguts[v] | 0                     | 0                      | 1                      | 2                      | 67                     | 62                       | 27                        | 14                        |
| Anells?                          | Anells?                          | No                    | No                     | No                     | No                     | Sí                     | Sí                       | Sí                        | Sí                        |
| Discriminant planetari [l][o]    | Discriminant planetari [l][o]    | 9.1×104               | 1.35×106               | 1.7×106                | 1.8×105                | 6.25×105               | 1.9×105                  | 2.9×104                   | 2.4×104                   |

## Satèl·lits
| Llegenda                | Llegenda               | Llegenda              | Llegenda          | Llegenda             | Llegenda             |
| ----------------------- | ---------------------- | --------------------- | ----------------- | -------------------- | -------------------- |
| € Satel·lit de la Terra | ₤ Satel·lit de Júpiter | $ Satel·lit de Saturn | ₩ Satel·lit d'Urà | ₦ Satel·lit de Neptú | ¶ Satel·lit de Plutó |

Hi ha 19 satèl·lits naturals al Sistema Solar que tenen prou massa per estar molt a prop de l'equilibri hidroestàtic, aquests satèl·lits es coneixen com a planetes satèl·lits. Alguns d'aquests satèl·lits varen estar en un passat en equilibri, aquests casos inclouen tots els satèl·lits de Saturn que hi ha a la llista, exceptuant Tità i Rea. Altres satèl·lits que estigueren en equilibri en un passat i que actualment no són molt arrodonits no estan inclosos, un exemple és febe. Els satèl·lits han estat inclosos a la llista primer en ordre des del Sol, i segon en ordre del seu cos parent.
|                                 |                        | €Lluna              | ₤Ió              | ₤Europa          | ₤Ganímedes        | ₤Cal·listo        | $Mimas [p]         | $Encèlad [p]       | $Tetis [p]         | $Dione [p]        | $Rea [p]          |
| ------------------------------- | ---------------------- | ------------------- | ---------------- | ---------------- | ----------------- | ----------------- | ------------------ | ------------------ | ------------------ | ----------------- | ----------------- |
|                                 |                        |                     |                  |                  |                   |                   |                    |                    |                    |                   |                   |
| Símbol astronpomic [q]          | Símbol astronpomic [q] | Moon                |                  |                  |                   |                   |                    |                    |                    |                   |                   |
| Distància mitjana del primari:  | km                     | 384,399             | 421,600          | 670,900          | 1,070,400         | 1,882,700         | 185,520            | 237,948            | 294,619            | 377,396           | 527,108           |
| Radi mitjà                      | km :E[f]               | 1,737.1 0.273       | 1,815 0.286      | 1,569 0.245      | 2,634.1 0.413     | 2,410.3 0.378     | 198.30 0.031       | 252.1 0.04         | 533 0.083          | 561.7 0.088       | 764.3 0.12        |
| Àrea superficial [a]            | km² :E[f]              | 37,930,000 0.074    | 41,910,000 0.082 | 30,900,000 0.061 | 87,000,000 0.171  | 73,000,000 0.143  | 490,000 0.001      | 799,000 0.0016     | 3,570,000 0.007    | 3,965,000 0.0078  | 7,337,000 0.0144  |
| Volum [b]                       | km³ :E[f]              | 2.2×10 0.02         | 2.53×10 0.02     | 1.59×10 0.07     | 7.6×10 0.15       | 5.9×10 0.05       | 3.3×107 0.00003    | 6.7×107 0.00006    | 6.3×108 0.0006     | 7.4×108 0.0007    | 1.9 ×109 0.0017   |
| Massa                           | kg :E[f]               | 7.3477×1022 0.0123  | 8.94×1022 0.015  | 4.80×1022 0.008  | 1.4819×1023 0.025 | 1.0758×1023 0.018 | 3.75×1019 0.000006 | 1.08×1020 0.000018 | 6.174×1020 0.00132 | 1.095×1021 0.0003 | 2.306×1021 0.0004 |
| Densitat [c]                    | g/cm³                  | 3.3464              | 3.528            | 3.01             | 1.936             | 1.83              | 1.15               | 1.61               | 0.98               | 1.48              | 1.23              |
| Gravetatial equatorial [d]      | m/s²                   | 1.622               | 1.796            | 1.314            | 1.428             | 1.235             | 0.0636             | 0.111              | 0.145              | 0.231             | 0.264             |
| Velocitat d'escapament [e]      | Km/s                   | 2.38                | 2.56             | 2.025            | 2.741             | 2.440             | 0.159              | 0.239              | 0.393              | 0.510             | 0.635             |
| Període de rotació              | dies[g]                | 27.321582 (sinc)[m] | 1.7691378 (sinc) | 3.551181 (sinc)  | 7.154553 (sinc)   | 16.68902 (sinc)   | 0.942422 (sinc)    | 1.370218 (sinc)    | 1.887802 (sinc)    | 2.736915 (sinc)   | 4.518212 (sinc)   |
| període orbital about primary   | days[g]                | 27.32158            | 1.769138         | 3.551181         | 7.154553          | 16.68902          | 0.942422           | 1.370218           | 1.887802           | 2.736915          | 4.518212          |
| Velocitat orbital mitjana[o]    | Km/s                   | 1.022               | 17.34            | 13.740           | 10.880            | 8.204             | 14.32              | 12.63              | 11.35              | 10.03             | 8.48              |
| excentricitat orbital           | excentricitat orbital  | 0.0549              | 0.0041           | 0.009            | 0.0013            | 0.0074            | 0.0202             | 0.0047             | 0.02               | 0.002             | 0.001             |
| Inclinació to primary's equator | Grau                   | 18.29–28.58         | 0.04             | 0.47             | 1.85              | 0.2               | 1.51               | 0.02               | 1.51               | 0.019             | 0.345             |
| Inclinació axial [i][u]         | Grau                   | 6.68                | 0                | 0                | 0–0.33            | 0                 | 0                  | 0                  | 0                  | 0                 | 0                 |
| Inclinació axial [w]            | K                      | 220                 | 130              | 102              | 110               | 134               | 64                 | 75                 | 64                 | 87                | 76                |
| Composició atmosfèrica          | Composició atmosfèrica | Ar, He Na, K, H     | SO₂              | O₂               | O₂                | O₂, CO₂           |                    | H₂O, N₂ CO₂, CH₄   |                    |                   |                   |
| Anells?                         | Anells?                | No                  | No               | No               | No                | No                | No                 | No                 | No                 | No                | Si?               |

|                                 |                        | $Tità [p]         | $Jàpet [p]         | ₩Miranda [r]      | ₩Ariel [r]        | ₩Umbriel [r]    | ₩Titània [r]    | ₩Oberó [r]         | ₦Tritó            | ¶Caront           |
| ------------------------------- | ---------------------- | ----------------- | ------------------ | ----------------- | ----------------- | --------------- | --------------- | ------------------ | ----------------- | ----------------- |
|                                 |                        |                   |                    |                   |                   |                 |                 |                    |                   |                   |
| Distància mitjana del primari:  | km                     | 1,221,870         | 3,560,820          | 129,390           | 190,900           | 266,000         | 436,300         | 583,519            | 354,759           | 17,536            |
| Radi mitjà                      | km :E[f]               | 2,576 0.404       | 735.60 0.115       | 235.8 0.037       | 578.9 0.091       | 584.7 0.092     | 788.9 0.124     | 761.4 0.119        | 1353.4 0.212      | 603.5 0.095       |
| Àrea superficial [a]            | km² :E[f]              | 83,000,000 0.163  | 6,700,000 0.013    | 700,000 0.0014    | 4,211,300 0.008   | 4,296,000 0.008 | 7,820,000 0.015 | 7,285,000 0.014    | 23,018,000 0.045  | 4,580,000 0.009   |
| Volum [b]                       | km³ :E[f]              | 7.16×10 0.066     | 1.67×109 0.0015    | 5.5×107 0.00005   | 8.1×108 0.0008    | 8.4×108 0.0008  | 2.06×109 0.0019 | 1.85×109 0.0017    | 1×10 0.00958      | 9.2×108 0.00085   |
| Massa                           | kg :E[f]               | 1.3452×1023 0.023 | 1.8053×1021 0.0003 | 6.59×1019 0.00001 | 1.35×1021 0.00022 | 1.2×1021 0.0002 | 3.5×1021 0.0006 | 3.014×1021 0.00046 | 2.14×1022 0.00358 | 1.52×1021 0.00025 |
| Densitat [c]                    | g/cm³                  | 1.88              | 1.08               | 1.20              | 1.67              | 1.40            | 1.72            | 1.63               | 2.061             | 1.65              |
| Gravetatial equatorial [d]      | m/s²                   | 1.35              | 0.22               | 0.08              | 0.27              | 0.23            | 0.39            | 0.35               | 0.78              | 0.28              |
| Velocitat d'escapament [e]      | Km/s                   | 2.64              | 0.57               | 0.19              | 0.56              | 0.52            | 0.77            | 0.73               | 1.46              | 0.58              |
| Període de rotació              | dies[g]                | 15.945 (sinc)[m]  | 79.322 (sinc)      | 1.414 (sinc)      | 2.52 (sinc)       | 4.144 (sinc)    | 8.706 (sinc)    | 13.46 (sinc)       | 5.877 (sinc)      | 6.387 (sinc)      |
| període orbital about primary   | dies                   | 15.945            | 79.322             | 1.4135            | 2.520             | 4.144           | 8.706           | 13.46              | −5.877[h]         | 6.387             |
| Velocitat orbital mitjana[o]    | Km/s                   | 5.57              | 3.265              | 6.657             | 5.50898           | 4.66797         | 3.644           | 3.152              | 4.39              | 0.2               |
| excentricitat orbital           | excentricitat orbital  | 0.0288            | 0.0286             | 0.0013            | 0.0012            | 0.005           | 0.0011          | 0.0014             | 0.00002           | 0.0022            |
| Inclinació to primary's equator | Grau                   | 0.33              | 14.72              | 4.22              | 0.31              | 0.36            | 0.14            | 0.10               | 157               | ?                 |
| Inclinació axial [i][u]         | Grau                   | 0                 | 0                  | 0                 | 0                 | 0               | 0               | 0                  | 0                 | ?                 |
| Inclinació axial [w]            | K                      | 93.7              | 130                | 59                | 58                | 61              | 60              | 61                 | 38                | 53                |
| Composició atmosfèrica          | Composició atmosfèrica | N₂, CH₄           |                    |                   |                   |                 |                 |                    | N₂, CH₄           |                   |

## Planetes nans reconeguts oficialment
| † Ceres | ‡ plutoide |

La UAI, l'autoritat internacionalment reconeguda per assignar designacions als cossos celestes, defineix com a planeta nan aquells cossos que són prou grans per haver adquirit l'equilibri hidroestàtic, però que no han aclarit la seva òrbita d'altres cossos. Des del 2008, la UAI reconeix cinc planetes nans. Ceres orbita en el cinturó d'asteroides, entre les òrbites de Mart i Júpiter. Els altres orbiten més enllà de Neptú i estan classificats com a plutoides.
|                                  |                                  | †Ceres              | ‡Pluto               | ‡Haumea                 | ‡tMakemake            | ‡Eris                 |
| -------------------------------- | -------------------------------- | ------------------- | -------------------- | ----------------------- | --------------------- | --------------------- |
|                                  |                                  |                     |                      |                         |                       |                       |
| Símbol astronpomic [q]           | Símbol astronpomic [q]           | Ceres               | Pluto                |                         |                       |                       |
| Número planeta menor             | Número planeta menor             | 1                   | 134340               | 136108                  | 136472                | 136199                |
| Distància mitjana del Sol        | km ua                            | 413,700,000 2.766   | 5,906,380,000 39.482 | 6,484,000,000 43.335    | 6,850,000,000 45.792  | 10,210,000,000 67.668 |
| Radi mitjà                       | km :E[f]                         | 471 0.0738          | 1,184 0.180          | 650 (960×770×495) 0.10  | 715±7 0.11            | 1,163 0.19            |
| Volum                            | km³ :E[f]                        | 4.37×108 0.0005[b]  | 6.33×109 0.007       | 1.5×109 0.001           | 1.5×109 0.001[b]      | 7.23×109 0.008[b]     |
| Àrea superficial                 | km² :E[f]                        | 2,800,000 0.0055[a] | 17,000,000 0.0333    | 6,800,000 0.0133[z]     | 6,400,000 0.013[a]    | 17,000,000 0.0333[a]  |
| Massa                            | kg :E[f]                         | 9.5×1020 0.00016    | 1.3×1022 0.0022      | 4.01 ± 0.04×1021 0.0007 | >2.1×1021 >0.0003[ad] | 1.7×1022 0.0028       |
| Densitat                         | g/cm³                            | 2.08                | 2.0                  | 2.6                     | >1.4                  | 2.25[c]               |
| Gravetat equatorial              | m/s²                             | 0.27[d]             | 0.60                 | 0.63[d]                 | >0.28[d]              | ~0.8[d]               |
| Velocitat d'escapament           | Km/s [e]                         | 0.51                | 1.23                 | 0.91                    | >0.6                  | 1.37                  |
| Període de rotació[g]            | dies                             | 0.3781              | −6.38718[h]          | 0.167                   | ?                     | ?                     |
| període orbital[g]               | anys                             | 4.599               | 247.92065            | 285.4                   | 309.9                 | 557                   |
| Velocitat orbital mitjana        | Km/s                             | 17.882              | 4.7490               | 4.484[o]                | 4.4[o]                | 3.436[n]              |
| excentricitat orbital            | excentricitat orbital            | 0.080               | 0.24880766           | 0.18874                 | 0.159                 | 0.44177               |
| Inclinació [f]                   | Grau                             | 10.587              | 17.14175             | 28.19                   | 28.96                 | 44.187                |
| Inclinació axial [i]             | Grau                             | 4                   | 119.61               | ?                       | ?                     | ?                     |
| Inclinació axial [w]             | K                                | 167                 | 40                   | <50                     | 30                    | 30                    |
| Composició atmosfèrica           | Composició atmosfèrica           | H₂O, O₂             | N₂, CH₄              |                         | N₂, CH₄               | N₂, CH₄               |
| Nombre de satèl·lits coneguts[v] | Nombre de satèl·lits coneguts[v] | 0                   | 5                    | 2                       | 0                     | 1                     |
| Discriminant planetari [l][o]    | Discriminant planetari [l][o]    | 0.33                | 0.077                | 0.023                   | 0.02                  | 0.10                  |

## Possibles planetes nans
Aquests objectes transneptunians són teòricament prou grans per a ser planetes nans. Es podrien haver inclòs dotzenes. Quaoar i Orc tenen satèl·lits coneguts que han permès determinar la massa del sistema. Tots dos són més massius que els 5x 1020 kg recomanats per la UAI per pertànyer al grup de planetes nans.
|                               |                               | Orc                  | Ixion               | (307261) 2002 MS4   | Salacia             | Varuna              | (202421) 2005 UQ513 | Quaoar                | (225088) Gonggong    | (229762) 2007 UK126  | Sedna                 |
| ----------------------------- | ----------------------------- | -------------------- | ------------------- | ------------------- | ------------------- | ------------------- | ------------------- | --------------------- | -------------------- | -------------------- | --------------------- |
|                               |                               |                      |                     |                     |                     |                     |                     |                       |                      |                      |                       |
| Número de planeta menor       | Número de planeta menor       | 90482                | 28978               | 307261              | 120347              | 20000               | 202421              | 50000                 | 225088               | 229762               | 90377                 |
| Semieix major                 | km ua                         | 5,896,946,000 39.419 | 5,935,999,000 39.68 | 6,273,000,000 41.93 | 6,311,000,000 42.19 | 6,451,398,000 43.13 | 6,479,089,380 43.31 | 6,493,296,000 43.6    | 10,072,433,340 67.33 | 11,032,000,000 73.74 | 78,668,000,000 525.86 |
| Radi mitjà[s]                 | km :E[f]                      | 473 0.0742           | 402 0.063           | 467 0.073           | 427 0.067           | ~350 0.055          | 460 0.072[aa]       | 422 0.066             | ~640 0.10            | 440 0.07[aa]         | ~500 0.08             |
| Àrea superficial [a]          | km² :E[f]                     | 2,811,462 0.0055     | 2,030,775 0.00398   | ?                   | ?                   | 1,091,000 0.00636   | 2,659,044 0.0052    | 2,237,870 0.00439     | 6,157,522 0.012      | 2,432,849 0.005      | 3,000,000 0.006       |
| Volum [b]                     | km³ :E[f]                     | 443,273,768 0.0004   | 272,123,951 0.0002  | ?                   | ?                   | 549,135,785 0.0005  | 407,720,083 0.0003  | 314,793,649 0.0002    | 1,436,755,040 0.001  | 356,817,905 0.0002   | 500,000,000 0.0005    |
| Massa [t]                     | kg :E[f]                      | 6.32×1020 0.0001     | 5.4×1020 0.00009    | ?                   | 4.5×1020 0.000075   | 5.5×1020 0.00009    | 8.2×1020 0.0001     | (1.3–1.9)×1021 0.0004 | 2.9×1021 0.0005      | 7.1×1020 0.0001      | 1×1021 0.00016        |
| Densitat [t]                  | g/cm³                         | 1.5±0.3              | 2.0                 | ?                   | 1.16                | 0.9992              | 2.0                 | >2.8                  | 2.0                  | 2.0                  | 2.0                   |
| Gravetatial equatorial [d]    | m/s²                          | 0.27                 | 0.22                | ?                   | 0.11                | 0.14                | 0.26                | 0.24                  | <0.39                | 0.25                 | <0.5                  |
| Velocitat d'escapament [e]    | Km/s                          | 0.50                 | 0.42                | ?                   | 0.43                | 0.38                | 0.49                | 0.45                  | <0.74                | 0.46                 | <1.0                  |
| Període de rotació[g]         | dies                          | ?                    | ?                   | ?                   | 0.25                | 0.13216             | ?                   | ?                     | ?                    | ?                    | 0.42                  |
| període orbital[g]            | anys                          | 247.492              | 249.95              | 271.53              | 274.03              | 283.20              | 285.12              | 287.97                | 552.52               | 633.28               | 12,059.06             |
| Velocitat orbital mitjana     | Km/s                          | 4.68                 | 4.66                | ?                   | ?                   | 4.53                | 4.52                | 4.52                  | 3.63                 | 3.25                 | 1.04                  |
| excentricitat orbital         | excentricitat orbital         | 0.22552              | 0.242               | 0.148               | 0.10312             | 0.051               | 0.145               | 0.038                 | 0.5                  | 0.490                | 0.855                 |
| Inclinació [f]                | Grau                          | 22.5                 | 19.6                | 17.693              | 23.9396             | 17.2                | 25.69               | 8                     | 30.7                 | 23.37                | 11.93                 |
| Inclinació axial [w]          | K                             | ~42                  | ~43                 | ?                   | ?                   | ~43                 | ~41                 | ~41                   | ~30                  | ~32                  | ~12                   |
| Nombre de satèl·lits coneguts | Nombre de satèl·lits coneguts | 1                    | 0                   | 0                   | 1                   | 0                   | 0                   | 1                     | 0                    | 1                    | 0                     |
| Discriminant planetari [l][o] | Discriminant planetari [l][o] | 0.003                | 0.0027              | <0.1                | <0.1                | 0.0027              | 0.003               | 0.0015                | <0.1                 | 0.036[x]             | ?[x]                  |
| Magnitud absoluta             | Magnitud absoluta             | 2.30                 | 3.20                | 3.7                 | 4.2                 | 3.70                | 3.40                | 2.71                  | 1.7                  | 3.40                 | 1.58                  |